# Cannobio
Cannobio je italská obec v kraji Piemont v provincii Verbano-Cusio-Ossola. Leží na hranici se Švýcarskem a na severovýchodním břehu jezera Lago Maggiore při ústí říčky Cannobino. Je známá především jako turistické centrum. První písemná zmínka pochází z roku 909, na místě však byly nalezeny římské sarkofágy z 2. nebo 3. století. 